# Santa Cruz (La Guajira)
Santa Cruz fue un poblado español fundado en Tierra Firme de América durante la época de la conquista. Estuvo ubicada en un punto en la actual Venezuela en la península de La Guajira, en lo que hoy se conoce como bahía de Cocinetas.

## Historia
Fue erigida por Alonso de Ojeda en su segundo viaje a las Américas como capital de su gobernación de Coquibacoa, que comprendía toda la península de la Guajira, desde el cabo de la Vela, hasta la península de Paraguaná; en consecuencia con inclusión del golfo de Venezuela. La fundación de Santa Cruz se llevó a cabo, muy posiblemente, el 3 de mayo de 1502 que es cuando Ojeda toma posesión de su provincia, la primera organizada teóricamente para el continente contando con cabildo y fortaleza.
En enero de 1502, zarpó de España e hizo el mismo recorrido que en su primer viaje. En esta ocasión pasó de largo el golfo de Paria y llegó a la isla de Margarita (donde según algunas fuentes, intentó obtener oro y perlas de los indígenas por varios métodos). Luego recorrió las costas venezolanas desde Curiana hasta la península de Paraguaná e intentó fundar el 3 de mayo de 1502 una colonia en la península de La Guajira, exactamente en bahía de Cocinetas, a la que llamó Santa Cruz y que se convirtió en el primer poblado español en territorio venezolano y, por ende, el primero en tierra firme.
Sin embargo, dicho poblado no prosperó después de tres meses de su fundación, debido a que Ojeda y sus hombres comenzaron a atacar las poblaciones indígenas de los alrededores, causando una constante guerra con estos que se sumó a los problemas personales del mismo Ojeda con sus hombres. Así, fue en aquel momento cuando sus socios Juan de Vergara y García de Campos hicieron apresar a Ojeda para hacerse con el poco botín recaudado y abandonaron el poblado junto con los colonos.